# Port lotniczy Chiang Mai
Port lotniczy Chiang Mai – międzynarodowy port lotniczy położony w Chiang Mai, na północy Tajlandii. Kod IATA: CNX, Kod ICAO: VTCC. W 2005 r. obsłużył około 2 mln pasażerów.
Lotnisko powstało w 1921 roku pod nazwą Suthep Airport, jednak aż do lat 50. XX wieku nie posiadało żadnej infrastruktury, a droga startowa była trawą. Pierwszy rejsowy lot odbył się w 1947 i prowadził do Bangkoku. Obecnie jest czwartym najruchliwszym lotniskiem Tajlandii.

## Linie lotnicze i połączenia
Lotnisko w Chiang Mai obsługiwane jest przez 28 linii lotniczych. Oferują one 30 bezpośrednich połączeń do 12 krajów w regionie Azji Południowo-Wschodniej i Wschodniej:
| Linia lotnicza                | Kierunek |
| ----------------------------- | --- |
| AirAsia                       | 1. Kuala Lumpur |
| Air China                     | 1. Pekin-Capital |
| Asiana Airlines               | 1. Seul-Inczon |
| Bangkok Airways               | 1. Bangkok-Suvarnabhumi 2. Koh Samui 3. Phuket |
| Cebu Pacific                  | 1. Manila (od 29 października 2024 ) |
| China Airlines                | 1. Tajpej-Taoyuan |
| China Eastern Airlines        | 1. Kunming 2. Szanghaj-Pudong |
| China Southern Airlines       | 1. Guangzhou |
| Eastar Jet                    | 1. Seul-Inczon |
| EVA Air                       | 1. Tajpej-Taoyuan |
| HK Express                    | 1. Hongkong |
| Jeju Air                      | 1. Seul-Inczon Sezonowo: 1. Pusan |
| Jin Air                       | Sezonowo: 1. Seul-Inczon |
| Juneyao Air                   | 1. Szanghaj-Pudong |
| Korean Air                    | 1. Seul-Inczon |
| Lao Airlines                  | 1. Luang Prabang |
| Malaysia Airlines             | 1. Kuala Lumpur |
| Myanmar Airways International | 1. Rangun |
| Myanmar National Airlines     | 1. Rangun |
| Nok Air                       | 1. Bangkok-Don Mueang 2. Ubon Ratchathani 3. Udon Thani |
| Ruili Airlines                | 1. Xishuangbanna |
| Scoot                         | 1. Singapur |
| Sichuan Airlines              | 1. Chengdu-Tianfu |
| Spring Airlines               | 1. Guangzhou 2. Szanghaj-Pudong |
| Starlux Airlines              | 1. Tajpej-Taoyuan |
| Thai AirAsia                  | 1. Bangkok-Don Mueang 2. Bangkok-Suvarnabhumi 3. Hanoi 4. Hat Yai 5. Hongkong 6. Hua Hin 7. Khon Kaen 8. Krabi 9. Phuket 10. Surat Thani 11. Tajpej-Taoyuan |
| Thai Airways International    | 1. Bangkok-Suvarnabhumi |
| Thai Lion Air                 | 1. Bangkok-Don Mueang 2. Pattaya |
| Thai VietJet Air              | 1. Bangkok-Suvarnabhumi 2. Osaka-Kansai 3. Phuket |